# Întârzierea Shapiro
Întârzierea Shapiro sau întârzierea (temporală) gravitațională (în original, Shapiro time delay ori gravitational time delay) este unul din cele patru teste de relativitate generalizată, aplicabile la sistemul nostru solar.  Semnalele electromagnetice, precum cele ale radarului, au nevoie de un timp ușor mai lung pentru a se propaga către o țintă și un timp de întoarcere  mai lung decât în cazul absenței masei obiectului. Întârzierea temporală este cauzată de trecerea mai înceată a luminii la deplasarea sa pe o distanță determinată (finită) într-o regiune a spațiului unde potențialul gravitațional variază.
Într-un articol intitulat Al patrulea test al relativității generalizate (în original, Fourth Test of General Relativity), Irwin Shapiro explica întârzierea și o pronostica  ca fiind măsurabilă. Pentru calcularea timpului de întârziere, fizicianul american folosea soluția Schwarzschild a ecuațiilor de câmp ale lui Einstein.

## Istoric
Efectul de întârziere temporală gravitațională a fost prima dată observată de Irwin Shapiro, care a și propus un test bazat pe observarea comportamentului undelor radarului la trimiterea lor spre planetele Venus și Mercur, comparativ cu reflectarea și captarea lor la întoarcere.

## Calcularea întârzierii

### Întârzierea temporală datorate unei singure mase
Pentru un semnal electromagnetic propagat de-a lungul unui obiect masiv, întârziere temporală gravitațională poate fi calculată precum mai jos.
{\displaystyle \Delta t=-{\frac {2GM}{c^{3}}}\log(1-\mathbf {R} \cdot \mathbf {x} )}
Unde R este vectorul unitar, îndreptat dinspre observator către sursă, iar x este vectorul unitar orientat dinspre observator înspre corpul de masă M. Punctul reprezintă produsul scalar a doi vectori.
Utilizând Δx = cΔt, formula de mai sus mai poate fi scrisă,
{\displaystyle \Delta x=-R_{s}\log(1-\mathbf {R} \cdot \mathbf {x} ),}
în care Δx reprezintă distanța suplimentară pe care lumina trebuie să o parcurgă, unde {\displaystyle R_{s}} este raza Schwarzschild.
În metodologia formalismului post-newtonian parametrizat, întârzierea devine,
{\displaystyle \Delta t=-(1+\gamma ){\frac {R_{s}}{2c}}\log(1-\mathbf {R} \cdot \mathbf {x} ),}
ceea ce reprezintă dublul prezicerii lui Newton (cu {\displaystyle \gamma =0}).

## Alte articole
- Deplasarea gravitațională spre roșu și spre albastru,
- Timp real și
- VSOP (Variations Séculaires des Orbites Planétaires).